# 韓德爾山麓冰川
70°20′S 71°0′W / 70.333°S 71.000°W
韓德爾山麓冰川（英語：Handel Ice Piedmont）是南極洲的山麓冰川，位於亞歷山大一世島中西岸，處於科爾伯特山脈北面和西面，該冰川以德國作曲家格奧爾格·弗里德里希·亨德爾命名。